# 全日本大学バレーボール連盟
一般財団法人全日本大学バレーボール連盟（ぜんにほんだいがくバレーボールれんめい）は、日本国内における大学バレーボール部の競技団体連盟。日本バレーボール協会（JVA）、大学スポーツ協会（UNIVAS）への加盟団体。

## 概要と歴史
- 競技としては完全に男女分別になっているが、大会運営は、一部のカップ大会を除いて殆どが男女共同開催になる。

## 組織構成
日本国内を9地方に分けて、それぞれに地方連盟が統括している。登録チーム数は419チーム（2005年度）。
- 北海道大学バレーボール連盟
  - 北海道
- 東北大学バレーボール連盟
  - 青森・岩手・秋田・宮城・山形・福島
- 関東大学バレーボール連盟
  - 東京・千葉・神奈川・埼玉・山梨・群馬・栃木・茨城
- 北信越大学バレーボール連盟
  - 新潟・富山・石川・福井・長野
- 東海大学バレーボール連盟
  - 愛知・静岡・三重・岐阜
- 関西大学バレーボール連盟
  - 大阪・京都・兵庫・滋賀・奈良・和歌山
- 中国大学バレーボール連盟
  - 広島・岡山・山口・鳥取・島根
- 四国大学バレーボール連盟
  - 香川・愛媛・徳島・高知
- 九州大学バレーボール連盟
  - 福岡・佐賀・長崎・熊本・大分・宮崎・鹿児島・沖縄

## 主な大会

### 主催大会
- 全日本ビーチバレーボール大学男女選手権大会
  - 8月初旬に兵庫県で開催される。
  - ビーチバレーボール・ジャパン・カレッジとも呼ばれる。
- 西日本大学バレーボール男子女子選手権大会（西日本インカレ）
  - 6月第3週か第4週（平成20年度第34回）。
  - 男女別れて、関西学連・中国学連で主管する。1年ごとに男女は交替する。
- 東日本大学バレーボール選手権大会（東日本インカレ）
  - 6月第3週か第4週。
  - 共催は、北海道・東北・北信越・関東の 4地方学連。
- 全日本バレーボール大学男女選手権大会
  - 全日本インカレともいわれ、現在は三基商事が大会スポンサーになり「ミキプルーン・スーパーカレッジバレー」という大会名でも呼ばれる。
  - 12月初旬に東京体育館をメイン会場に1週間開催される。

### 参考大会
- 西日本大学バレーボール5学連男女選抜対抗戦（全日本バレーボール学生選抜男女東西対抗戦の後身[1]）
  - 8月下旬に5学連の持ち回りで開催。
  - 主催は、西日本大学バレーボール連盟（西日本の5学連で組織）。
- 全日本大学男子バレーボール東西選抜優勝大会（全日本バレーボール大学男女選手権大会の前身）
  - 7-8月中旬に開催されていた。通称は東西インカレ。2013年度から開催中止[2]。
- 全日本大学女子バレーボール東西選抜優勝大会（全日本バレーボール大学男女選手権大会の前身）
  - 7-8月中旬に開催されていた。通称は東西インカレ。2013年度から開催中止[2]。